# 費德列斯達足球會
費德列斯達足球會（挪威語：Fredrikstad Fotballklubb，简称Fredrikstad或FFK），是一間位於腓特烈斯塔的挪威足球球會。俱樂部成立於1903年，自2004年起於挪威足球超級聯賽角逐。
費德列斯達是挪威最成功的球隊之一，曾經奪得9次挪威足球超級聯賽冠軍，11次挪威杯冠軍。
自1914年起，球队就以旧腓特烈斯塔球场为主场。2007年，球队的新主场落成，新主场仍称腓特烈斯塔球场。

## 歷史
費德列斯達足球會於1903年4月7日成立。不同於當時足球通常是滑雪或田徑等體育俱樂部的附屬項目，費德列斯達是挪威首間只專注於足球發展的球會。在俱樂部成立早期，該地區的足球隊還很稀少。直到1903年5月8日萨尔普斯堡足球俱乐部成立，兩隊才得以在次年在萨尔普斯堡進行首場正式比賽，這場比賽吸引了600名觀衆到場觀戰，費德列斯達以4–0贏得了這場歷史性的比賽。兩個俱樂部接下來著手建立首個地區性聯賽，這也吸引挪威各地紛紛成立足球球會。
費德列斯達在1932年首次打入挪威杯決賽，此前他們以3–0擊敗米約恩達倫的準決賽在主場吸引了破紀錄的9,000人入場。在決賽中，費德列斯達以6–1大勝霍滕，成為挪威冠軍。这标志着腓特烈斯塔第一个成功时代的开始，俱乐部在第二次世界大战开始前又获得了四次杯赛冠军。在1937–38赛季，腓特烈斯塔成为新成立的全国联赛的首个冠军，并在次赛季成为双冠王。
在纳粹德国占领期间，所有球员都罢工以支持抵抗运动，因此没有举行有组织的足球比赛。戰後足球變得更加受歡迎，費德列斯達和萨尔普斯堡在1945年的挪威杯準決賽創造了另一個入場率紀錄。然而費德列斯達在這幾年的成績并不理想，他們在4年內3次打入挪威杯決賽，但都悉數落敗。直至1949年，費德列斯達才第3次贏得聯賽冠軍。
五十年代及六十年代對費德列斯達來說是非常成功的時期。他們六次奪得聯賽冠軍（其中在1950–51賽季和1951–52賽季更是取得兩連冠），七次奪得聯賽亞軍，四次奪得挪威杯冠軍。而在1957年他們第二次成為雙冠王，標誌著費德列斯達的里程碑。由於他們於1960年奪得聯賽冠軍，他們成為第一支參加歐洲聯賽冠軍杯的挪威球隊。在第一圈，他們首回合主場4–3擊敗阿積士，而次回合作客則賽和0–0。
在上個世紀，腓特烈斯塔市镇在很多方面都是挪威的經濟重鎮，既是伐木機器的主要产地，也是造船業的中心，曾經擁有整個斯堪地那維亞最大的船塢。外界認為腓特烈斯塔市镇的氣氛令人愉快，而這亦反映在費德列斯達足球會上，他們的足球風格俏皮，被人認為是挪威最富娛樂性的球隊，挪威傳奇球員约尔根·尤文曾說：“這就是足球應有的樣子。”
或許這種輕鬆的氣氛就是球隊成功的原因，但同樣導致了球隊後來的衰落。在多年的輝煌后，球隊變得保守。當其他球會開始職業化發展時，費德列斯達的球員多數仍是兼職球員。球員的訓練制度變得比以前嚴苛，但俱樂部卻認為每周超過兩次的訓練會破壞足球的樂趣。另一種觀點認爲，在球隊傑出的歷史下，年輕的球員承受了太大的壓力。
費德列斯達在整個七十年代都表現不佳。他們在1971年打入挪威杯決賽，結果負於洛辛堡。兩年後的1973年，球隊第一次降班。而到了1975年，他們升回頂級聯賽，但兩個賽季後再次降班。這種升降機狀態一直維持至1984年，當年費德列斯達奪得挪威杯冠軍，但這只能算是苦樂參半的成就，因為球隊在這一年再次降班。這一次，他們長期無法升班，到了1992年球隊更降至第三級聯賽挪威足球乙级联赛，這種痛苦一直維持到2002年。
進入21世紀，費德列斯達重新崛起，其中最大的功勞要歸於球會主教練克努特·托比约恩·埃根，他是挪威班霸球隊洛辛堡前教練尼尔斯·阿恩·埃根的兒子。他在2001年開始執教，為球隊帶來了他們一直缺乏的職業精神。他帶領球隊在2002年由乙組聯賽升上甲組聯賽。2003年恰逢費德列斯達成立100周年，他們在甲組聯賽取得第二名的成績，得以在20年來首次升上超級聯賽。此後他們又再次經歷了多次升降級。

## 主場館
旧腓特烈斯塔球场於1914年落成，是挪威首個設有泛光燈的球場。上座率记录是在1956年挪威杯四分之一决赛对阵拉尔维克的比赛中创下的，这场比赛吸引了15,534人入场观战。球場的最後一次翻新是在2004年球季前，把座位提升至10,500個。
2007赛季，新的腓特烈斯塔球场在市中心的旧造船厂落成，这里曾经是斯堪的纳维亚半岛最大的造船厂。两个已停产的机械车间（其历史可以追溯到1870年）被改建为两侧的看台，此外在球场的两端还建有两个独立的看台。新球场的全座位容量为12,550人。

## 荣誉
- 挪威足球超級聯賽
  - 冠軍(9)：1937-38、1938-39、1948-49、1950-51、1951-52、1953-54、1956-57、1959-60、1960-61
  - 亞軍(9)：1949-50、1954-55、1955-56、1958-59、1964、1966、1969、1972、2008

- 挪威盃
  - 冠軍(11)：1932、1935、1936、1938、1940、1950、1957、1961、1966、1984、2006
  - 亞軍(7)：1945、1946、1948、1954、1963、1969、1971

## 外部連結
- 官方網站 （页面存档备份，存于）
- 官方球迷會網站 （页面存档备份，存于）
- 非官方球迷網站,擁有最多球迷的論壇 （页面存档备份，存于）